# Álftanes

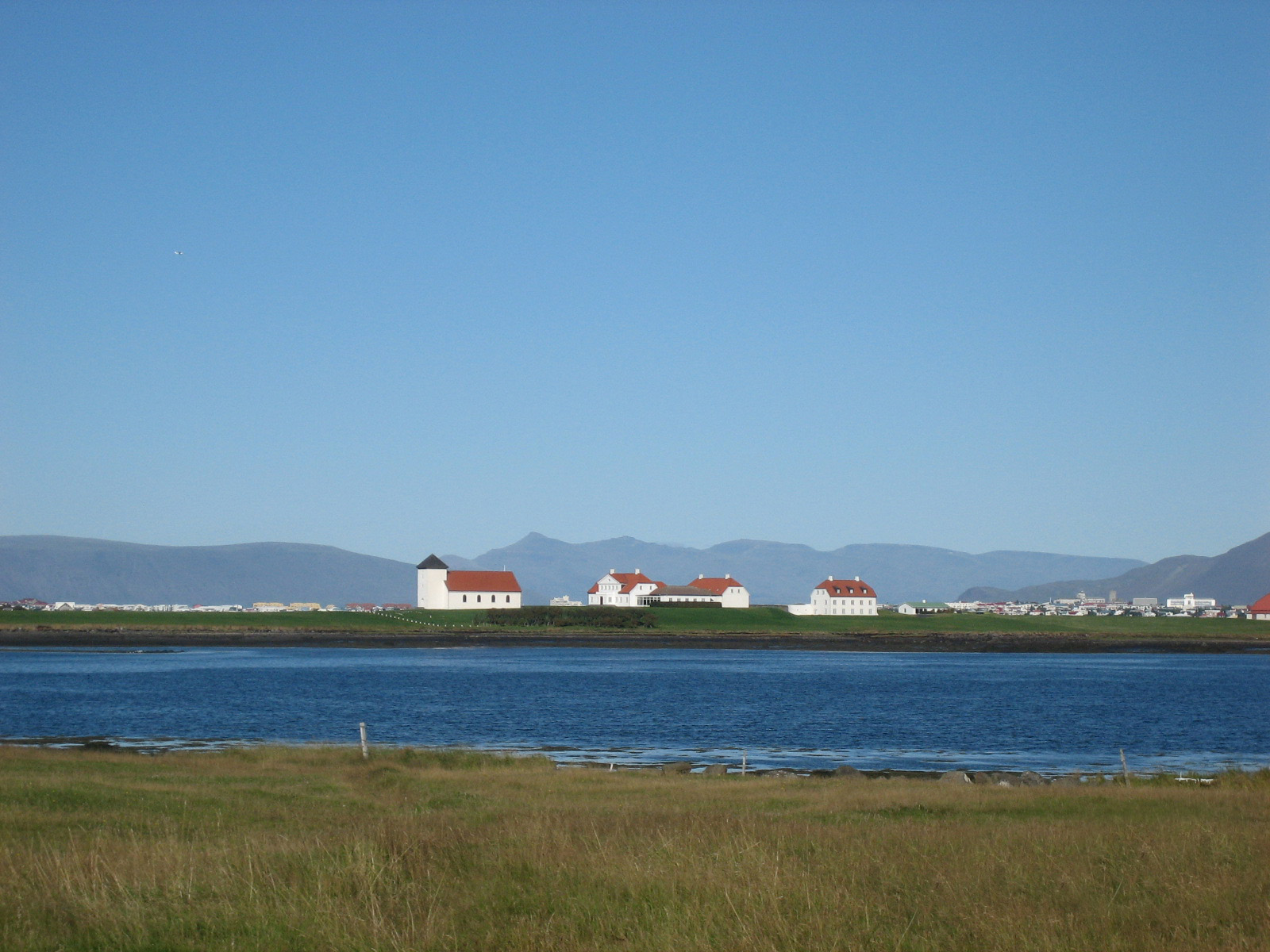
Presidentens residens Bessastaðir, Álftanes.

Álftanes är en liten stad som tillhör kommunen Garðabær och är belägen på en halvö strax sydväst om Reykjavik, Island. Vägförbindelser in till Reykjavik går via grannstaden Garðabær och Kópavogur.
I Bessastaðir i Álftanes bor Islands president Halla Tómasdóttir.